# Castelo de Lindisfarne

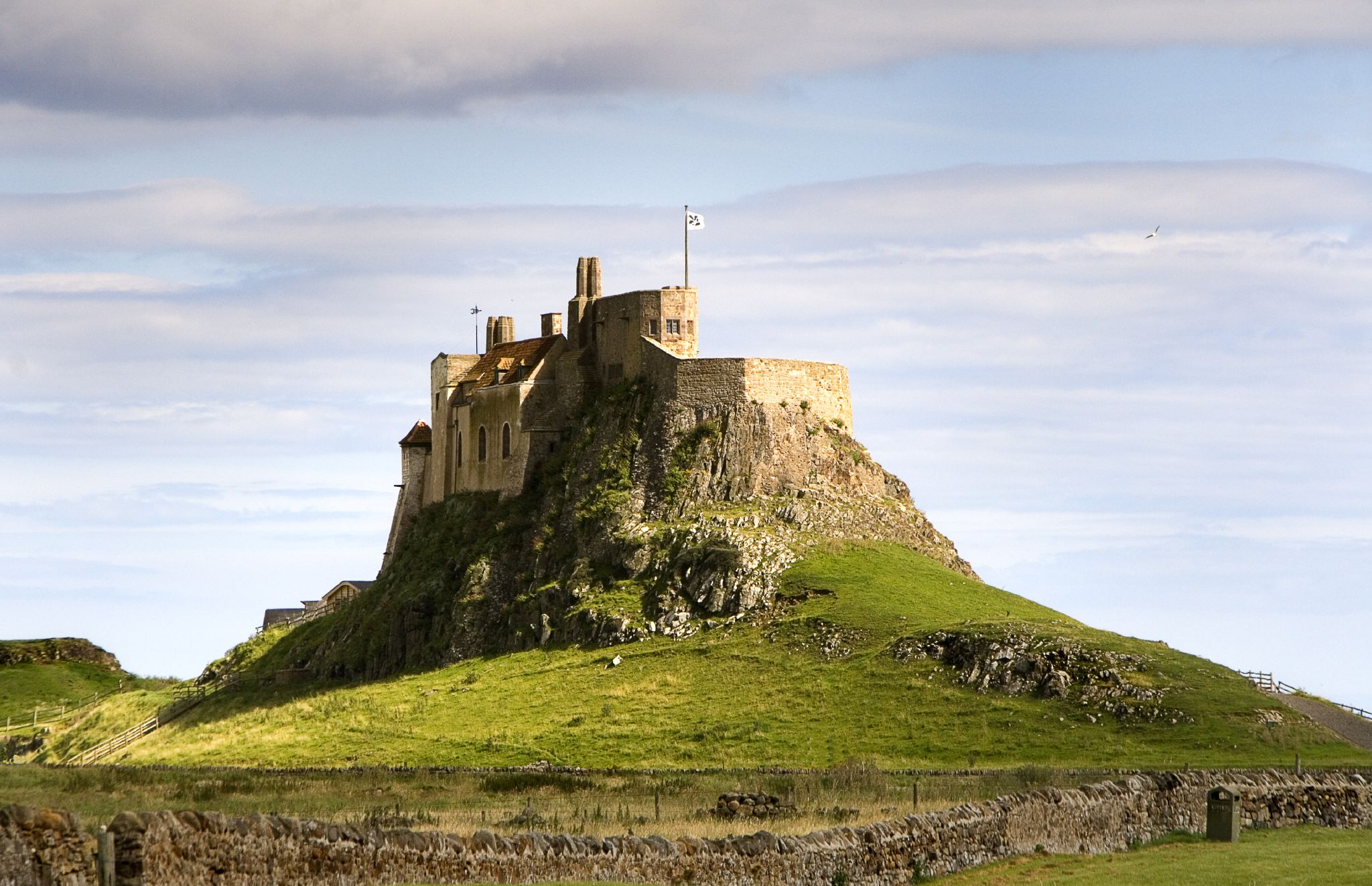
Castelo de Lindisfarne, uma fortificação do século XVI transformada numa casa de família por sir Edwin Lutyens, em 1901, quando foi transformado em residência.

O Castelo de Lindisfarne (em inglês, Lindisfarne Castle) é um castelo do século XVI que se localiza no ponto mais alto da chamada "Ilha Sagrada" (uma colina rochosa chamada Beblowe Crag, Lindisfarne), próximo de Berwick-upon-Tweed, em Northumberland, na Inglaterra. A ilha tem acesso a partir de terra firme durante a maré baixa, através duma calçada.

## História

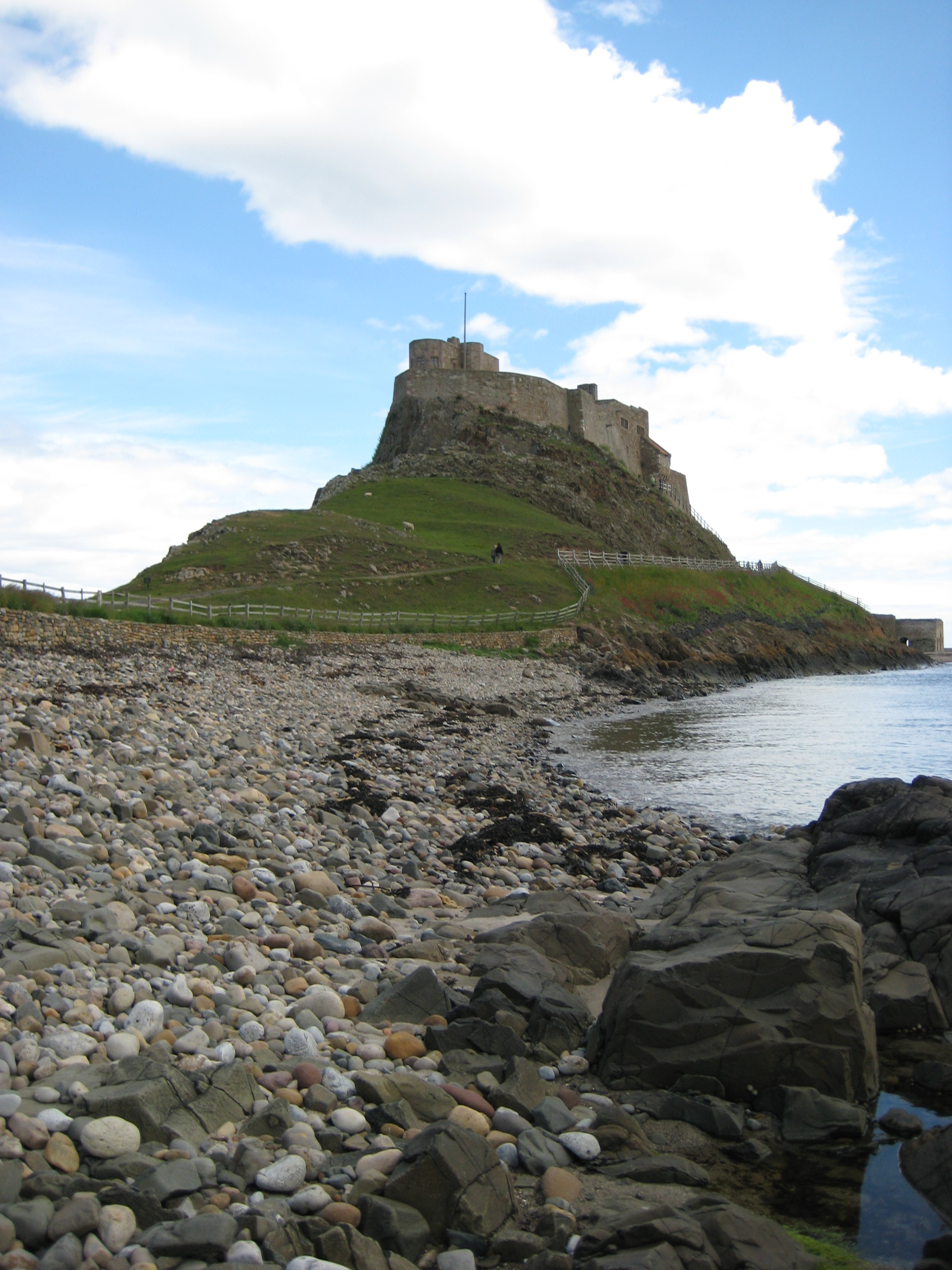
Vista parcial do Castelo de Lindisfarne

O castelo está localizado numa região onde, em tempos, existiu uma volátil fronteira entre a Inglaterra e a Escócia. Além de servir de cenário de combates entre ingleses e escoceses, aquele trecho da costa também foi frequentemente atacado por viquingues.
A sua edificação foi iniciada em 1550, aproximadamente na época em que o Priorado de Lindisfarne deixou de estar em uso, tendo as pedras do edifício do priorado sido reaproveitadas como material de construção. O castelo apresenta dimensões muito pequenas para os padrões habituais, assemelhando-se mais a um forte.
A posição de Lindisfarne no Mar do Norte tornou-a vulnerável aos ataques dos escoceses e dos nórdicos, tornando-se patente, à época Tudor, a necessidade duma sólida fortificação. Isto resultou na criação do forte em Beblowe Crag, o qual formou a base do actual castelo entre 1570 e 1572.
Depois de Henrique VIII ter dissolvido o priorado, as suas tropas usaram os restos daquela edificação como armazém naval. Mais tarde, Isabel I promoveu trabalhos no forte, reforçando-o e providenciando plataformas para a artilharia. Quando Jaime I chegou ao poder, combinou os tronos escocês e inglês, pelo que a importância estratégica do castelo decaiu. Nesta época, a estrutura ainda mantinha uma guarnição vinda de Berwick e protegia a pequena Lindisfarne Harbour (Enseada de Lindisfarne).

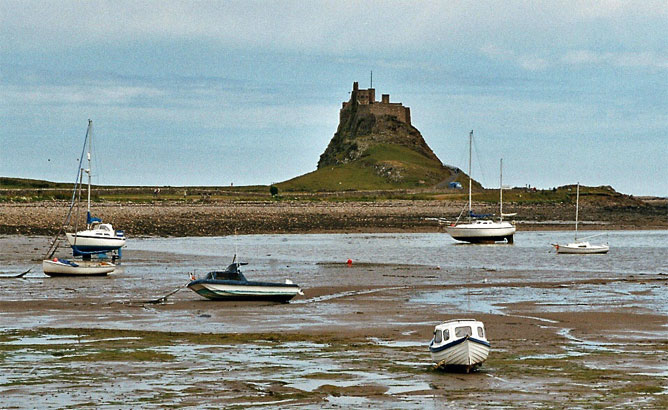
O Castelo de Lindisfarne visto da costa.

No século XVIII o castelo foi brevemente ocupado por rebeldes jacobitas, mas rapidamente recapturado por soldados vindos de Berwick para aprisionar os rebeldes; os jacobitas escavaram uma saída e esconderam-se durante nove dias nas proximidades do Bamburgh Castle antes de conseguirem escapar.
Em anos posteriores, o castelo foi usado como posto de vigilância costeira e, de alguma forma, usado como atracção turística. Charles Rennie Mackintosh fez um esboço do antigo forte em 1901.
Em 1901, tornou-se propriedade de Edward Hudson, um magnata da publicidade e dono do armazém Country Life, para quem o castelo foi remobilado ao estilo Arts & Crafts por Sir Edwin Lutyens. Diz-se que Hudson e o arquitecto depararam com o edifício enquanto visitavam Northumberland, tendo escalado a sua parede para explorar o interior.
O jardim murado, que havia sido, inicialmente, a área dos vegetais da guarnição, foi desenhado por Gertrude Jekyll, amiga de longa data e colaboradora de Lutyens, entre 1906 e 1912. Este jardim encontra-se a alguma distância do próprio castelo. Entre 2002 e 2006 foi restaurado para o plano original de Jekyll, que se encontra, actualmente, guardado na Reef Collection, na Universidade da Califórina, Berkeley. O castelo, jardim e fornos de cal vizinhos têm estado ao cuidado do Instituto Nacional para Lugares Históricos ou de Beleza Natural (National Trust for Places of Historic Interest or Natural Beauty) desde 1944 e estão abertos aos visitantes.
Lutyens costumava usar barcos abandonados (herring busses), virados ao contrário, como barracões. Em 2005, dois dos barcos foram destruídos por fogo posto. Foram substituídos em 2006 e o terceiro barco está agora renovado pelo National Trust. A substituição dos dois barcos queimados por dois novos é apresentada num novo DVD Diary of an Island. Este mostra um barco de pesca de Leith sendo cortado ao meio num estaleiro em Eyemouth e os dois "barracões" a serem transportados para a ilha e a serem içados para o local por guindastes.
O arquitecto espanhol Enric Miralles usou os herring busses virados ao contrário de Lutyens como inspiração para o seu desenho do Edifício do Parlamento Escocês  em Edimburgo.

## A renovação de Lutyens

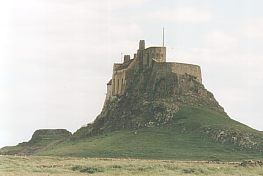
Vista parcial do castelo.

A entrada para o castelo é bastante dramática e envolve uma subida íngreme em volta da base rochosa. A encosta original de Lutyens não estava protegida nem por grades nem por cercas, numa tentativa de enfatizar a natureza exposta do lugar. No entanto, diz-se que, aquando da visita do futuro Rei Jorge V e da Rainha Maria, em 1908, estes terão ficado alarmados pela encosta e pela superfície empedrada.
Uma vez dentro do castelo, o hall de entrada é seccionado por grandes pilares de pedra, lembrando, de alguma forma, a nave duma igreja com o escuro castanho avermelhado da pedra contrastando com o estuque branco. O espaço é completado por um simples chão de pedra.
A cozinha está quase despida, sendo dominada por uma grande lareira de pedra. Aqui, tal como no Castle Drogo, Lutyens usou o espaço de maneira interessante. Por todo o castelo, usou pedra, tijolo, ardósia e madeira para criar formas simples, e recorreu a texturas para demonstrar um estilo de vida rústico, espartano. Apesar de ser um castelo, mantém-se como um espaço acolhedor onde a escala humana determina o tamanho da sala, mas com elementos arquitectónicos incongruentes. Na copa existe uma pequena janela sobre uma reentrância da pedra rodeada pelo mecanismo usado para operar o portcullis.

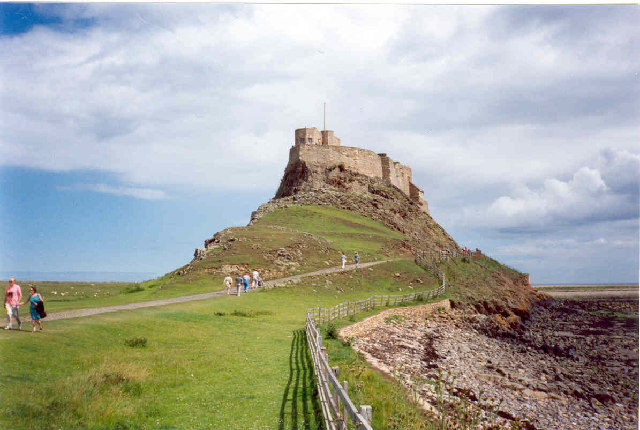
Caminho de acesso ao Castelo de Lindisfarne.

Depois de se descer para a sala de jantar, fica-se dentro dos restos do forte Tudor. Aqui, e na nave adjacente as abóbadas são inteiramente funcionais, uma vez que suportam a bateria situada acima. A ampla lareira contém um antigo forno de pão; aqui, Lutyens enfatizou a idade da sala com janelas de traça neo-gótica emolduradas por cortinas que balançam ao longo da parede. Uma das paredes dos extremos está pintada num rico azul-da-prússia, o qual contrasta com o padrão em espinha de arenque do chão, em tijolo vermelho.
A porta seguinte dá para a nave onde uma parede verde desempenha um papel semelhante. O mobiliário está em consonância, com muita madeira escura nas mesas e armários. As poucas cadeiras e sofás estofados e sofás estão, agora, desbotadas em tons suaves.
O quarto maior, a este, é luminoso e arejado, possuindo igualmente cortinas em mastros desligados. A longa galeria foi um espaço novo criado por Lutyens, pensado como eco da grande galeria das casas isabelinas e jacobinas. A escala é muito menor, mas o uso de arcos de pedra exposta e vigas de carvalho providenciam um grande sentido rústico.
Existe ainda uma galeria superior com uma plataforma elevada num dos extremos. A partir daqui, uma porta de carvalho  conduz à bateria superior com as suas vistas espectaculares ao longo da costa. A sala de música do castelo foi usada por Guilhermina Suggia, uma visita frequente, e, actualmente, é deixado na sala um violoncelo para marcar esse facto.
O Lindisfarne Castle serviu de cenário a vários filmes, nomeadamente A Tragédia de Macbeth (1971), de Roman Polanski, no qual faz as vezes do Glamis Castle.